# Castellà a Catalunya

Evolució de les llengües peninsulars.

El castellà a Catalunya és un dels idiomes cooficials d'aquest territori, al costat del català i l'occità en la seva variant aranesa.
El castellà, segons dades de 2018 és la llengua més parlada de Catalunya tant com a llengua materna (51,5%), com a llengua d'identificació (46,6%), com a llengua habitual (46,6%) segons les dades oficials de l'Institut d'Estadística de Catalunya 2018, amb descens respecte les dades de 2013 tant com a llengua materna (57,58%), com a llengua d'identificació (54,55%), com a llengua habitual (57,55%) donat que en un context de forta immigració, un 44,7% dels nascuts fora d'Espanya no tenen ni el català ni el castellà com a llengua materna.
La llengua espanyola començà a tenir un cert paper en els afers públics del domini lingüístic català arran de la unió dinàstica amb Castella (finals del segle XV). Amb l'absorció dels estats de la Corona d'Aragó pel Regne de Castella (començament del segle xviii), s'inicia un procés sistemàtic d'imposició del castellà a la comunitat lingüística catalana, començant pels usos oficials i prestigiosos. Tanmateix, a la part dels Països Catalans que forma part de l'estat espanyol no ha tingut una presència important com a llengua d'ús habitual en la vida quotidiana fins a la immigració massiva d'hispanòfons, esdevinguda, sobretot, en la segona meitat del segle xx.
Malgrat el títol d'aquest article, Catalunya -si per "Catalunya" cal entendre el Principat- és un àmbit territorial artificiós de cara a l'estudi sociolingüístic; l'únic marc d'estudi coherent, en aquest cas, és el domini lingüístic català, i concretament la part inclosa a l'Estat espanyol, tocant a la relació del català amb l'espanyol com a llengua amb capacitat impositiva. La major part de dades del present article, doncs, es refereix al conjunt dels Països Catalans que formen part de l'estat espanyol, territori entès com un domini lingüístic aliè (és a dir, corresponent al català i no al castellà). Pel que fa als territoris valencians on la llengua autòctona sí que és l'espanyol, vegeu l'article Castellà del País Valencià.

## Història
La llengua que es va formar a la Catalunya Vella després de la caiguda de Roma derivat del llatí va ser el català, que va sorgir i es va desenvolupar paral·lelament a la resta de llengües romàniques entre els segles viii i xi. Cal dir que als Pirineus de Lleida i fins i tot a Andorra en aquesta època s'hi parlava bascoide i que el català s'hi introduí una mica més tard. Posteriorment, els catalanòfons van anar augmentant a causa de la conquesta de nous territoris -Catalunya Nova, Illes Balears i País Valencià, zones on fins aleshores la llengua parlada majoritàriament per la població autòctona era el mossàrab. L'àrab i l'hebreu eren parlats per musulmans i jueus, respectivament.

### Origen
La introducció del castellà a la Corona d'Aragó es va iniciar amb posterioritat al Compromís de Casp. Després de la mort de Martí l'Humà sense descendència el 1410 va seguir un període d'interregne en què els compromissaris de cada regne o principat van debatre sobre els possibles successors. Els compromissaris van escollir per majoria a Ferran I, anomenat el d'Antequera -per la seva conquesta d'aquesta plaça el 1410- i pertanyent a la dinastia dels Trastàmara. Era l'únic dels candidats al tron amb experiència monàrquica -corregent a Castella- i estava relacionat amb la Corona d'Aragó per la seva mare, Elionor d'Aragó i de Sicília, filla de Pere III d'Aragó i d'Elionor de Sicília, tots dos catalans de naixença.
Al comerç tèxtil català, li calia la llana castellana i a Castella li calia la indústria catalana, a més precisament els Trastàmara eren els grans terratinents de llana a Castella, cosa que va contribuir a fer que el castellà penetrés a Catalunya. Cal dir també que, amb una reialesa d'origen castellà i castellanoparlant, aquesta llengua va començar a gaudir de prestigi. S'ha de tenir compte que el castellà era la llengua més parlada a la península Ibèrica i amb un territori més vast.
El 1474, es va produir la unió de Castella i Aragó per l'enllaç d'Isabel i Ferran, si bé tots dos regnes eren políticament independents. Castella ocupava llavors més de dos terços del territori, major unitat lingüística que a la Corona d'Aragó, i set milions d'habitants contra els vora un milió de la Corona d'Aragó, dels quals la meitat al Regne de València, 350.000 al Principat i 110.000 a les Balears.
En contra del que s'acostuma a creure, les causes d'aquesta introducció lenta no semblen obeir a una política planificada i organitzada per aconseguir una castellanització lingüística del país, sinó que van ser naturals. A la Monarquia Hispànica poc l'importava malbaratar la llengua, com a mínim fins al segle xvii. Així, la introducció del castellà a Catalunya no va ser conseqüència de cap imposició lingüística, ja que la monarquia no comptava ni amb els instruments necessaris ni va dissenyar mai una política d'unificació lingüística. Van ser les mateixes classes socials benestants catalanes, les qui van afanyar-se a aprendre el castellà. Calia aprendre la llengua dels monarques i estar-hi bé. Això contribuí a fer que progressivament el castellà fos més present en les obres literàries cultes, no pas en les de caràcter popular. Alguns historiadors han recentment teoritzat que la introducció de la inquisició castellana per part de Ferran d'Antequera, usada com arma de control polític, i després mantinguda pels reis posteriors, l'entrada d'inquisidors castellans, i l'exigència ja escrita i no tàcita al segle xvi que els processos i assumpte de la fe es fessin en castellà, més la censura prèvia, va anorrear la producció literària en català en un espai d'una dècada.
- 1560 El Tribunal del Sant Ofici insta que en los negocios de la fe todo se proceda en lengua castellana.[5]
- 1561 El Tribunal del Sant Ofici obliga que no se escriban los procesos en lengua catalana.[5]

El 1492, Antonio de Nebrija va fixar l'ortografia del castellà, la primera llengua romanç a comptar amb ortografia pròpia, amb una frase a la dedicatòria als reis catòlics "siempre la lengua fue compañera del imperio". La tendència castellanitzadora del mercat editorial barceloní des de finals del segle xvi i durant el període següent es va produir, sobretot, per interessos de mercat dels editors i llibreters de Barcelona, de manera que al segle xvi la llengua castellana va tenir un fort creixement en les edicions de la Corona d'Aragó entre el segon terç i el final del segle xvi.
Autors catalans com Joan Boscá i Joanot Martorell escrivien també una part de les seves obres en castellà durant el segle xv.
El seu exemple va ser seguit per altres autors d'àmplia presència a Catalunya durant els segles xv, xvi i xvii per altres autors autòctons com Francesc de Muntada, Jorge Sentatí, Manuel Gual o Antoni Capmany.
D'acord amb el professor titular d'Economia, Ètica i Ciències Socials a la Universitat de Barcelona Félix Ovejero, el 80 % de la població peninsular del segle xvi parlava ja el castellà, quan a França amb prou feines un 10 % de la població parlava el francès de París. Altres països com Alemanya i Itàlia no van adquirir la uniformitat lingüística fins al segle xx.
En concret, en la Barcelona dels segles XV i XVI la seva població parlava en una proporció del 70 % el català, percentatge que es manté actualment al segle XXI.
Aquest domini del castellà va ser causat principalment per un factor demogràfic, la població del Regne de Castella quintuplicava la població del Regne d'Aragó al segle xiv, a més la plaga de la Pesta Negra del mateix segle va delmar la citat de Barcelona, causant una mortandad superior al 60 % de la seva població, així com per un factor de prestigi cultural similar a l'esdevingut a Itàlia respecte del florentí. A més l'arribada de la Casa Trastámara, d'origen gallec, a tots dos regnes va facilitar encara més l'extensió del castellà en tota la península.
L'entrada i el posterior predomini del castellà en el Regne d'Aragó i, en concret, al Principat de Catalunya va tenir lloc amb anterioritat a la imposició proposada pel Decret de Nova Planta al segle xviii, en un context europeu d'uniformització absolutista que va tenir lloc especialment en aquells països governats per la monarquies de la Casa Borbó.

### Imposició del castellà

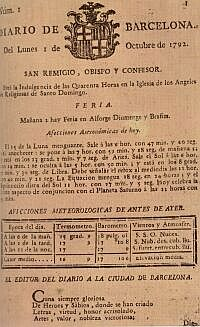
Diario de Barcelona de 1792

Amb la derrota de les institucions catalanes a la guerra de successió espanyola i l'aplicació del decret de Nova Planta, Catalunya perd les seves lleis i normes, i se n'imposen d'altres. A més de veure's obligada a contribuir al finançament de la Corona, va veure com la llengua castellana va ser l'única llengua oficial. A partir d'aquest moment, s'inicia una política sistemàtica d'imposició del castellà a la comunitat lingüística catalana, amb la voluntat explícita i persistent de provocar-ne la plena absorció lingüística: ja al segle xviii els estats eren molt conscients de la relació entre llengua i nació —paral·lelament l'Estat francès imposava el francès a Catalunya Nord. És prou il·lustrativa la cèlebre Instrucción secreta als corregidors (1716): “Pondrá el mayor cuidado en introducir la lengua Castellana, a cuyo fin dará las providencias más templadas, y disimuladas para que se consiga el efecto sin que se note el cuidado”. El procés serà lent, a causa dels dèficits infraestructurals de l'Estat —per exemple: al principi la pressió castellanitzadora només va atènyer a les classes altes—; però a mesura que el poder estatal incideix en més aspectes de la vida quotidiana de les masses, hi imposa l'espanyol; paral·lelament, tan bon punt com sorgeixen o s'amplien nous camps o mitjans, el català tendeix a ser-hi usat i, per tant, hi és prohibit explícitament. Així, el 1768, en la Reial Cèdula d'Aranjuez, Carles III d'Espanya referma la prohibició de llengües diferents al castellà en l'ensenyament i els jutjats; la llei Moyano (1857), que implanta l'ensenyament obligatori, obliga a fer-lo en castellà; es bloca l'ús del català als jutjats i al registre civil (1862, 1870, 1881, 1917), per telèfon (1896), a l'ensenyament del catecisme (1902), a la retolació de productes farmacèutics (1924)... Per exemple: durant la major part dels segles XVIII al XX els noms catalans no s'admetien al registre civil: els Pere, Jordi, Carme, Mercè, etc., de la vida quotidiana havien de dir-se oficialment Pedro, Jorge, Carmen, Mercedes, etc. Igualment passava amb els topònims: Vilanova i la Geltrú, sa Pobla, Ontinyent, etc., eren oficialment "Villanueva y Geltrú", "La Puebla", "Onteniente", etc.
En aquest entorn, on hi havia lleis a favor del castellà, hi va començar a haver diaris en aquesta llengua a Catalunya, com el Diario de Barcelona, del 1792 i es va començar a editar el Diario de Gerona en castellà durant els setges napoleònics de Girona.
A mitjan segle xix, el castellà, a més de l'única llengua del govern i de l'administració —almenys en els usos públics i escrits—, ho era també de tots els graus de l'ensenyament, i havia esdevingut la principal dels llibres i de la premsa, etc. L'oralitat quotidiana era una altra cosa. Als Països Catalans, la quotidianitat de les classes populars —la immensa majoria de la població— ha estat virtualment monolingüe en català fins a mitjan segle xx, bé que amb més interferències a cada generació. L'única manera d'accedir al coneixement de l'espanyol era l'escola —i el nombre d'analfabets serà important fins ben endins del segle XX—, i per als homes, també el servei militar; però en acabat les ocasions de practicar-lo no eren gaires, perquè el nombre d'hispanòfons presents sobre el territori era reduït i molt circumscrit socialment: classes altes castellanitzades; funcionariat civil, militar i policial, generalment procedent de fora del domini lingüístic català; en algunes zones, com al País Valencià, també els eclesiàstics... La immigració castellana (no gaire nombrosa a Catalunya i València, nul·la a les Illes) s'integrava lingüísticament per immersió social, com passà a les comarques centrals del País Valencià al llarg del segle xix i als centres industrials del Principat fins devers 1930. Al Principat, per exemple: el 1930 hi havia uns 450.000 hispanòfons, sobre una població total d'uns 2.800.000 habitants. En altres mots: la bilingüització en castellà era incompleta —hi havia força monolingües en català— i, entre els que el sabien, sovint era merament passiva —l'entenien, però no el parlaven— o amb escassa competència oral —el parlaven amb certes dificultats. Alhora, podia ser perfectament que aquests mateixos parlants tinguessin el castellà com a única llengua de lectoescriptura i, per tant, d'accés al coneixement.
Endemés, a partir de la Renaixença el procés de revalorització lingüístico-cultural aturà la tendència a la castellanització en gran part del territori; fins i tot invertí la tendència entre certs sectors de la burgesia, per exemple a Barcelona. Allà on aquesta resistència fou més feble, la castellanització progressà, com entre la burgesia de la ciutat de València, que adoptà l'espanyol com a signe de distinció social.

### Immigració
La situació sociolingüística del país canvià radicalment arran del franquisme: la persecució oberta del català reduí pràcticament a zero tots els esforços de normalització del català acumulats durant els cent anys anteriors; alhora, es forçà un esprint en el coneixement actiu del castellà; a més, amb l'avenç del segle la generalització dels nous mitjans de comunicació de masses, com la televisió, multiplica les vies de contacte quotidià amb la llengua oficial. Paral·lelament, una sèrie d'onades massives d'immigració hispanòfona —
La situació sociolingüística del país canvià radicalment arran del franquisme: la persecució oberta del català reduí pràcticament a zero tots els esforços de normalització del català acumulats durant els cent anys anteriors; alhora, es forçà un esprint en el coneixement actiu del castellà; a més, amb l'avenç del segle la generalització dels nous mitjans de comunicació de masses, com la televisió, multiplica les vies de contacte quotidià amb la llengua oficial. Paral·lelament, una sèrie d'onades massives d'immigració hispanòfona —de motivació bàsicament socioeconòmica— transformava profundament la composició lingüística de la població dels Països Catalans. En efecte, hi arribaren gairebé 1.200.000 persones el 1941-1960, i tot seguit prop d'1.600.000 en menys de quinze anys (1961-1975). Pel voltant del 1970, els hispanòfons ja constituïen prop de la meitat de la població total dels Països Catalans; en aquella data, i en el cas concret del Principat, hi havia un 37,69% de nascuts fora del territori; com a element comparatiu, en països considerats típicament d'immigració, com els EUA i l'Argentina, el percentatge màxim d'immigrants havia estat del 30% en els moments àlgids. Cap al 1960 s'havia consolidat la pauta sociolingüística actual: el castellà esdevé la principal llengua vehicular; els catalanòfons, bilingüitzats, usen el català entre si i l'espanyol amb els hispanòfons; aquests, monolingües en la pràctica, usen l'espanyol amb tothom.
La Constitució espanyola del 1978 reitera l'oficialitat del castellà a tot l'Estat, és a dir, també als territoris catalanòfons (art. 3.1); permet la cooficialitat de les "altres llengües espanyoles" (art. 3.2), però sense esmentar-les pel nom, i separadament en cada comunitat autònoma, cosa que ha possibilitat tota mena de tergiversacions i de maniobres segregacionistes. El sistema autonòmic, a la pràctica, ha impedit la coordinació de la política lingüístico-cultural entre els diversos territoris catalanòfons; ha blocat la construcció de l'espai català de comunicació; i tendeix a fragmentar territorialment la comunitat lingüística catalana. La política de les diverses administracions autonòmiques no ha qüestionat en cap moment el paper de l'espanyol com a única llengua imprescindible jurídicament i sociològicament.

### Segle XXI
El castellà és la llengua més parlada de Catalunya tant com a llengua materna, d'identificació i habitual segons les dades oficials de l'Institut d'Estadística de Catalunya 2008. En 2007, el castellà era la llengua més parlada pel 39% dels jovess i en 2023 aquest percentatge havia pujat al 45%. En 2007 els percentatges eren similars a les Illes i al País Valencià, sent la Franja de Ponent el territori de l'Estat espanyol on és més elevat el percentatge de catalanòfons.
A les llibreries i quioscs l'oferta en castellà representa el 85%. La Vanguardia, que edita en castellà ininterrompudament des de la seva fundació el 1881, actualment també edita en català, com també ho fa El Periódico de Catalunya. Barcelona era fins fa pocs anys la ciutat on més llibres en castellà es publicaven del i pel món i compta amb el major grup editor en castellà del món: Grup Planeta, Barcelona és tot un referent internacional en edició en llengua castellana editant més llibres que altres grans metròpolis com Mèxic DF o Buenos Aires.
Pel que fa als cinemes l'oferta del cinema en castellà és del 89,18% Totes les pel·lícules en català tenen subvencions però les sis productores espanyoles es neguen a emetre aquestes pel·lícules adduint escassa viabilitat econòmica. La Generalitat de Catalunya s'ha ofert a pagar el cost total dels doblatges al català però, tot i així, insisteixen que és inviable econòmicament, tot i que les dades existents sobre l'ocupació en català i castellà siguin similars. La pel·lícula Vicky Cristina Barcelona rodada a Barcelona i subvencionada amb 2 milions d'euros per la Generalitat es va emetre a 47 sales en català, 5 en castellà i 22 en anglès però la recaptació mitjana per cinema va ser 5 vegades superior en castellà. La Generalitat està estudiant que es projecti un 50% de pel·lícules en català per intentar acabar amb la desigualtat d'oferta en català -un sistema de proteccionisme que té cert paral·lelisme amb la llei estatal que porta a una projecció mínima d'un 25% de pel·lícules europees- però el Gremi d'Exhibidors de Cinema de Catalunya, per boca del seu portaveu Pilar Sierra, ha advertit que això provocarà pèrdues d'ocupació i tancaments forçats. Aquest argument es contraposa amb el fet que l'ocupació a les sales de cinema on es projecta en català és lleugerament superior a les que es projecta en castellà.
Pel que fa al teatre, la temporada 2008-2009, la quantitat d'espectadors que es van decantar per espectacles en llengua castellana —951.000 espectadors— va ser inferior a la dels que van anar als espectacles en llengua catalana —1.070.000 espectadors.
A l'etiquetatge s'han publicat almenys nombrosos Reals Decrets i altres normatives per garantir l'obligatorietat de l'etiquetatge de productes alimentaris i d'altres en castellà enfront de l'única llei que hi ha a Catalunya que ho fa respecte al català.
També hi ha altres lleis que obliguen al castellà, com la Llei de patents que fa obligat el castellà en la documentació prestada (1986). Reial decret que aprova el Reglament del Registre Mercantil que obliga que les inscripcions es facin exclusivament en castellà (1989).
Llei d'ordenació i supervisió de les assegurances privades que obliga que les pòlisses siguin en castellà (1995).
A l'àmbit de la justícia, el castellà té una situació legal de privilegi, cosa que va portar el Col·legi d'Advocats de Catalunya a denunciar l'Estat espanyol al Consell d'Europa perquè margina el català als jutjats. amb tot, el Departament de Justícia de Catalunya només ofereix informació i serveis a internet en català
Al Principat i a les Illes són només oficials els topònims en català; al País Valencià els topònims municipals s'han deixat a la iniciativa de cada ajuntament, i això ha portat que els municipis catalanòfons tenen el seu topònim oficial, segons els casos, en català, en castellà o en versió bilingüe. Al Principat, el català és la llengua majoritària als rètols indicatius de carrers, places i avingudes, i, pel que fa al trànsit, per llei, tots els senyals de trànsit han d'estar com a mínim en català; la retolació dels comerços ha de ser "com a mínim" en català, cosa que no exclou que també pugui ser en castellà.

## Castellà a Catalunya en xifres
| Castellà a Catalunya | Castellà a Catalunya | Castellà a Catalunya |
| Coneixement          | Percentatge 2007     | Percentatge 2018     |
| -------------------- | -------------------- | -------------------- |
| L'entén              | 99,0%                | 99,8%                |
| El sap parlar        | 96,4%                | 99,5%                |
| El sap llegir        | 91,4%                | 98,5%                |
| El sap escriure      | 88,8%                | 97,6%                |